# Soprintendenza Speciale per i Beni Archeologici di Roma

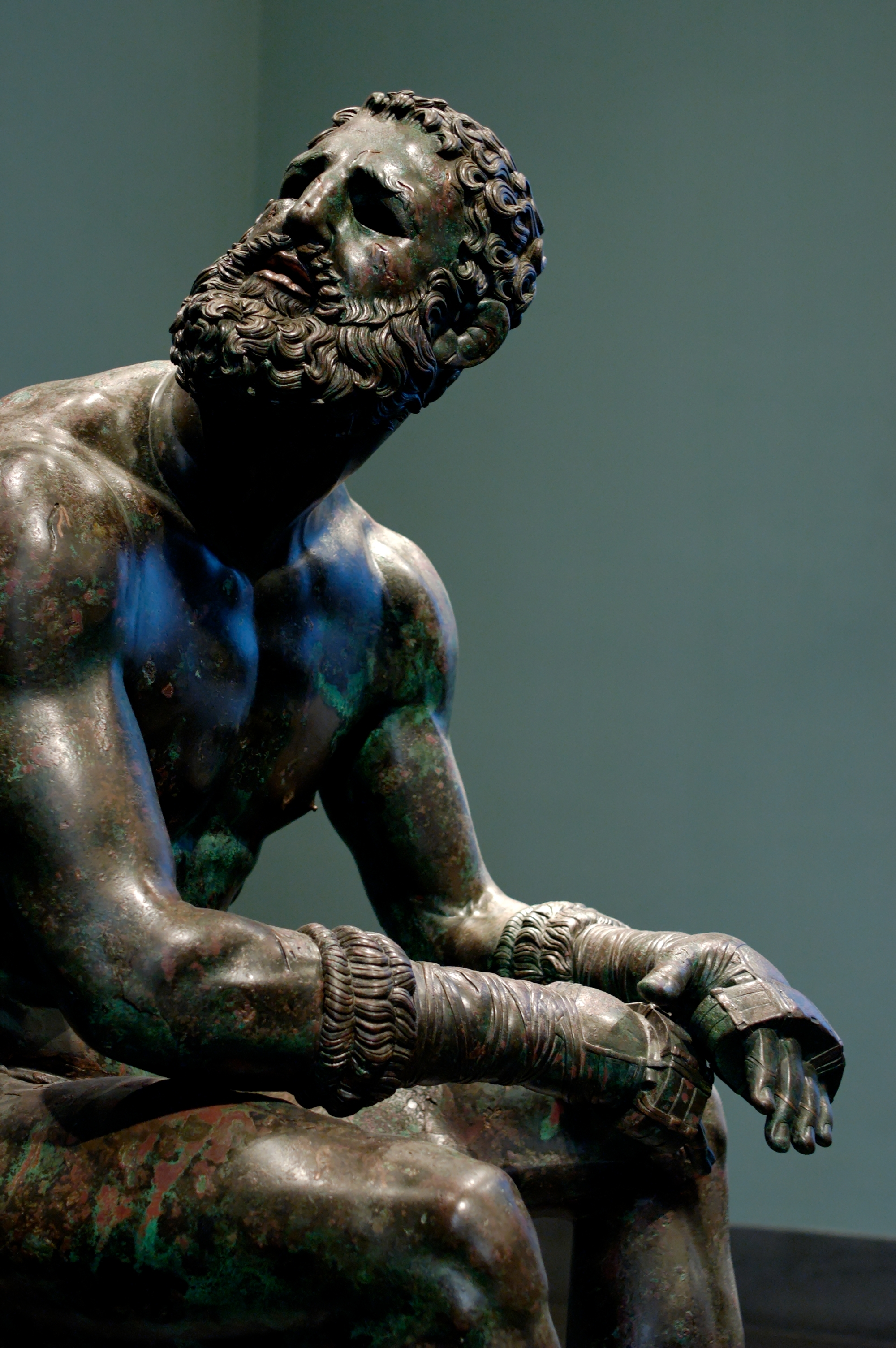
Le Pugile delle Terme, Palais Massimo alle Terme.

La Soprintendenza Speciale per i Beni Archeologici di Roma (en français : « Surintendance spéciale pour les biens archéologiques de Rome »), connu sous l'acronyme « SSBAR », est un organisme public italien voué à la tutelle et la valorisation du patrimoine archéologique présent dans le territoire communal de Rome et Fiumicino. Son siège administratif se trouve à Rome.

## Compétences
La Soprintendenza a diverses compétences :  
- autoriser les activités et interventions concernant le sous-sol ou susceptible d'intéresser les structures et biens archéologiques présentes dans les zones soumises aux réquisitions ;
- mener des enquêtes préventives archéologiques à des fins scientifiques ;
- manutentionner, conserver, restaurer les zones archéologiques ainsi que tous les objets et constructions présents sur son territoire de compétence.

## Organisation
La SSBAR est une structure périphérique du Ministère pour les Biens et les Activités culturels, et possède une autonomie administrative et comptable depuis les années  2001/2003.
La Soprintendenza est dotée de trois organes administratifs qui sont le Soprintendente, le Conseil d'administration et le Collège de révision des comptes. Le Soprintendente participe en tant que président au conseil d'administration.

## Services
La Soprintendenza fournit une série de services consacrés à la tutelle et à la valorisation des biens archéologiques, aux inventaires, mise sur catalogue et archivage de la documentation scientifique les concernant :
- Ufficio vincoli (bureau de réquisition), répertorie et archive tous les sites réquisitionnés concernant les biens immobiliers qui entrent dans le territoire de compétence de la Soprintendenza.
- Servizio di fotoriproduzione (service photo reproduction), fournit des reproductions photographiques, autorisations pour des nouvelles prises de vue photographiques et multimedia, fournit les autorisations nécessaires à toute publication.
- Servizio biblioteca (service bibliothèque), offre un service bibliothécaire spécialisé.
- Archivio storico (archive historique), conserve et organise tout le patrimoine archivistique de la Soprintendenza.
- Servizio educativo (service éducatif).
- Servizio di tutela beni mobili (service de tutelle des biens mobiliers).

## Musées
La Soprintendenza assure directement la gestion des  musées archéologiques suivants :
- Musée national romain composé du Palais Massimo alle Terme, du Museo nazionale romano di palazzo Altemps, Thermes de Dioclétien et Crypta Balbi.
- Musée national du Haut Moyen Âge (Museo nazionale dell'Alto Medioevo) : Palais des Sciences à l’EUR.
- Musée de la Via Ostiense (Museo della Via Ostiense) : Porta San Paolo.
- Musée des navires romains de Fiumicino (Museo delle navi romane) : commune de Fiumicino.

## Sources
- (it) Cet article est partiellement ou en totalité issu de l’article de Wikipédia en italien intitulé « Soprintendenza Speciale per i Beni Archeologici di Roma » (voir la liste des auteurs).